# Raakel Kuukka
Raakel Kuukka, née à Anjala le 3 octobre 1955 et morte le 19 juin 2022, est une photographe finlandaise.

## Récompenses
- Prix national finlandais de photographie 2013
- Prix Palokärki 2005 de l'Association des artistes finlandais
- Bourse Schakleton des beaux-arts 2004, Fondation de la Finnish Artists 'Association
- 1988 : Université d'art et de design d'Helsinki, Helsinki
- Prix Finnfoto 1987